# Kosta Hörmann
Kosta (Konstantin) Hörmann (Bjelovar, 8 de septiembre de 1850 - † Viena, 16 de noviembre de 1921) fue un etnógrafo y prominente funcionario del Imperio austrohúngaro. Descendiente de inmigrantes bávaros, ingresó en la función pública en 1870, y estuvo destinado en Sarajevo como Comisario Civil para la Provincia imperial de Bosnia y Herzegovina entre 1878 y 1889. Asimismo, formó parte del nuevo gobierno provincial de Bosnia y Herzegovina (en bosnio: Zemaljska vlada), primero como Consejero o Regierungsrat desde 1885, y más tarde como jefe de sección y del departamento de política administrativa, desde 1904 hasta su retiro en 1910.
Hörmann fue además un conocido editor literario, lo que sumado a sus ocupaciones en asuntos culturales como representante del Imperio austrohúngaro en la Bosnia ocupada explica sus actividades en el campo de la etnografía. Así, entre 1887 y 1904 Hörmann devino el primer director del Museo Nacional de Bosnia y Herzegovina (en alemán: Bosnisch-herzegowinisches Landesmuseum, en bosnio: Zemaljski Muzej Bosne i Hercegovine), y más tarde su intendente, de 1907 a 1911. En 1895 fundó la famosa revista literaria Nada, de cuya redacción fue jefe. Desde estas ocupaciones, se dedicó a la recopilación, edición y publicación de una ingente cantidad de canciones épicas populares de los bosnios musulmanes, lo que probablemente contribuyó más adelante a la aparición de una conciencia nacional bosníaca.
El escritor serbio y Premio Nobel de Literatura Ivo Andrić incluyó a Kosta Hörmann como personaje en su obra Priča o kmetu Simanu (El Cuento del siervo Siman).

## Obra
- Narodne pjesme Muslimana u Bosni i Hercegovini (2 vols.), Sarajevo, Zemaljska štamparija, 1888-89.